# Décès en novembre 2015
Décès
- 2011
- 2012
- 2013
- 2014
- 2015
- 2016
- 2017
- 2018
- 2019

Pour une information complémentaire, voir la page d'aide.

| Date         | Nom                        | Activités | Âge   | Source |
| ------------ | -------------------------- | --- | ----- | ------ |
| 1er novembre | José Fonseca e Costa       | Cinéaste portugais.                                                                                                   | 82    | (pt)   |
| 1er novembre | Ronald Desruelles          | Athlète de sauts et de sprint belge.                                                                                  | 60    |        |
| 1er novembre | Thomas R. Fitzgerald       | Juge américain à la cour suprême de l'Illinois.                                                                       | 74    | (en)   |
| 1er novembre | Charles Duncan Michener    | Entomologiste américain.                                                                                              | 97    | (en)   |
| 1er novembre | Günter Schabowski          | Journaliste et homme politique est-allemand puis allemand.                                                            | 86    |        |
| 1er novembre | Fred Dalton Thompson       | Acteur, avocat et homme politique américain.                                                                          | 73    | (en)   |
| 2 novembre   | Mike Davies                | Joueur de tennis britannique.                                                                                         | 79    | (en)   |
| 2 novembre   | Omar el-Hariri             | Homme politique libyen.                                                                                               | 70-71 | (ar)   |
| 2 novembre   | Eddie Milner               | Joueur américain de baseball.                                                                                         | 60    | (en)   |
| 2 novembre   | Tommy Overstreet           | Chanteur de country américain.                                                                                        | 78    | (en)   |
| 2 novembre   | Miroslav Poljak            | Joueur de water-polo yougoslave puis croate, champion aux Jeux olympiques d'été de 1968.                              | 71    | (hr)   |
| 2 novembre   | André Rouvière             | Homme politique français.                                                                                             | 79    |        |
| 2 novembre   | Edward Soja                | Géographe américain.                                                                                                  | 75    | (es)   |
| 2 novembre   | Colin Welland              | Acteur et scénariste britannique.                                                                                     | 81    | (en)   |
| 3 novembre   | Lila Yolanda Andrade       | Femme de lettres mexicaine.                                                                                           | 92    | (es)   |
| 3 novembre   | Ahmed Chalabi              | Homme politique irakien.                                                                                              | 71    | (en)   |
| 3 novembre   | Csaba Fenyvesi             | Escrimeur hongrois, triple champion olympique (1968-1972).                                                            | 72    | (hu)   |
| 3 novembre   | Tom Graveney               | Joueur de cricket anglais.                                                                                            | 88    | (en)   |
| 3 novembre   | Normand L'Amour            | Chanteur québécois.                                                                                                   | 85    |        |
| 3 novembre   | Fred McNeill               | Joueur de football américain.                                                                                         | 63    | (en)   |
| 3 novembre   | Lauretta Ngcobo            | romancière sud-africaine.                                                                                             | 81    | (en)   |
| 4 novembre   | Ingo von Bredow            | Skipper allemand, médaillé de bronze aux Jeux olympiques d'été de 1960.                                               | 75    | (de)   |
| 4 novembre   | Pascal Cribier             | Paysagiste français.                                                                                                  | 62    |        |
| 4 novembre   | Jacques Delval             | Écrivain français. | 76    |        |
| 4 novembre   | René Girard                | Anthropologue et philosophe franco-américain.                                                                         | 91    |        |
| 4 novembre   | Melissa Mathison           | Scénariste américaine.                                                                                                | 65    |        |
| 5 novembre   | George Barris              | Customiseur et designer automobile américain.                                                                         | 89    |        |
| 5 novembre   | Nora Brockstedt            | Chanteuse norvégienne.                                                                                                | 92    | (no)   |
| 5 novembre   | Czesław Kiszczak           | Homme politique polonais.                                                                                             | 90    | (en)   |
| 5 novembre   | Mikhaïl Lessine            | Homme d'affaires et homme politique soviétique puis russe.                                                            | 57    |        |
| 5 novembre   | Guido Masanetz             | Directeur musical, compositeur et chef d'orchestre allemand.                                                          | 101   | (de)   |
| 5 novembre   | Hans Mommsen               | Historien allemand.                                                                                                   | 85    | (de)   |
| 6 novembre   | Bobby Campbell             | Joueur puis entraîneur anglais de football.                                                                           | 78    |        |
| 6 novembre   | Karel Mejta                | Rameur tchécoslovaque, champion aux Jeux olympiques d'été de 1952.                                                    | 87    | (cs)   |
| 6 novembre   | Yitzhak Navon              | Homme d'État, diplomate et écrivain israélien, 5e président de l'État d'Israël (1978-1983).                           | 94    |        |
| 6 novembre   | François Rossel            | Poète et éditeur suisse.                                                                                              | 60    |        |
| 7 novembre   | Yvette Farnoux             | Résistante et déportée française.                                                                                     | 96    |        |
| 7 novembre   | Steve Fiset                | Chanteur québécois.                                                                                                   | 68    |        |
| 7 novembre   | Gunnar Hansen              | Acteur islando-américain.                                                                                             | 68    | (en)   |
| 8 novembre   | Dora van der Groen         | Actrice belge. | 88    | (nl)   |
| 9 novembre   | Carol Doda                 | Stripteaseuse américaine.                                                                                             | 78    | (en)   |
| 9 novembre   | Ernst Fuchs                | Artiste peintre, dessinateur, graveur, sculpteur, architecte, scénographe, compositeur, poète et chanteur autrichien. | 85    | (en)   |
| 9 novembre   | Tommy Hanson               | Joueur américain de baseball.                                                                                         | 29    | (en)   |
| 9 novembre   | Allen Toussaint            | Musicien américain de jazz.                                                                                           | 77    |        |
| 9 novembre   | Andy White                 | Batteur britannique.                                                                                                  | 85    |        |
| 10 novembre  | Gene Amdahl                | Informaticien et entrepreneur norvégien.                                                                              | 92    | (en)   |
| 10 novembre  | David Atlas                | Météorologue américain.                                                                                               | 91    | (en)   |
| 10 novembre  | Robert Craft               | Chef d'orchestre américain.                                                                                           | 92    | (en)   |
| 10 novembre  | Alix d'Unienville          | Espionne et résistante française.                                                                                     | 97    |        |
| 10 novembre  | Pat Eddery                 | Jockey irlandais. | 63    |        |
| 10 novembre  | André Glucksmann           | Philosophe et essayiste français.                                                                                     | 78    |        |
| 10 novembre  | Pierre-Henry               | Peintre figuratif français.                                                                                           | 91    |        |
| 10 novembre  | Johanes Maria Pujasumarta  | Prélat catholique indonésien, archevêque de Semarang.                                                                 | 65    | (en)   |
| 10 novembre  | Klaus Roth                 | Mathématicien britannique.                                                                                            | 90    | (en)   |
| 10 novembre  | Helmut Schmidt             | Homme politique allemand, chancelier fédéral (1974-1982).                                                             | 96    |        |
| 10 novembre  | Laurent Vidal              | Triathlète français.                                                                                                  | 31    |        |
| 10 novembre  | Michael Wright             | Basketteur américain.                                                                                                 | 35    | (en)   |
| 11 novembre  | Philthy Animal Taylor      | Batteur britannique.                                                                                                  | 61    | (en)   |
| 11 novembre  | Pierre Vincent             | Militaire français, général d'armée.                                                                                  | 101   |        |
| 12 novembre  | Lucian Bălan               | Footballeur roumain.                                                                                                  | 56    |        |
| 12 novembre  | Márton Fülöp               | Footballeur (gardien de but) hongrois.                                                                                | 32    |        |
| 12 novembre  | Jihadi John                | Bourreau britannique de l'État islamique.                                                                             | 27    | (en)   |
| 12 novembre  | Aaron Shikler              | Artiste peintre américain.                                                                                            | 93    | (en)   |
| 12 novembre  | Pál Várhidi                | Footballeur hongrois.                                                                                                 | 84    | (hu)   |
| 13 novembre  | Giorgio Bambini            | Boxeur italien, médaillé de bronze aux Jeux olympiques d'été de 1968.                                                 | 70    | (it)   |
| 13 novembre  | Georges-Hébert Germain     | Journaliste et écrivain canadien.                                                                                     | 71    |        |
| 13 novembre  | Fabian Stech (de)          | Critique d'art et essayiste allemand.                                                                                 | 51    |        |
| 13 novembre  | Henk Visser                | Athlète néerlandais de saut en longueur.                                                                              | 83    | (nl)   |
| 14 novembre  | Nick Bockwinkel            | Catcheur américain.                                                                                                   | 80    | (en)   |
| 14 novembre  | Saeed Jaffrey              | Acteur indo-britannique.                                                                                              | 86    | (en)   |
| 15 novembre  | Dora Doll                  | Actrice française. | 93    |        |
| 15 novembre  | Guo Jie                    | Athlète chinois spécialiste du lancer du disque.                                                                      | 103   |        |
| 15 novembre  | Nicoletta Machiavelli      | Actrice italienne. | 71    | (en)   |
| 15 novembre  | Moira Orfei                | Actrice italienne. | 83    | (it)   |
| 15 novembre  | Gisèle Prassinos           | Poétesse, romancière, novelliste et plasticienne grecque.                                                             | 95    |        |
| 15 novembre  | Herbert Scarf              | Économiste américain.                                                                                                 | 85    | (en)   |
| 15 novembre  | Sid-Ahmed Serri            | Musicien, professeur de musique et chanteur algérien.                                                                 | 89    |        |
| 15 novembre  | P. F. Sloan                | Auteur-compositeur-interprète américain.                                                                              | 70    | (en)   |
| 15 novembre  | Saïd Tarabik               | Acteur égyptien. | 79    | (en)   |
| 16 novembre  | David Canary               | Acteur américain. | 77    | (en)   |
| 16 novembre  | Carmen Castillo            | Joueur dominicain de baseball.                                                                                        | 57    | (es)   |
| 16 novembre  | Richard Cowan              | Baryton américain. | 57    |        |
| 16 novembre  | Ricardo Ferrero Porcarelli | Footballeur argentin.                                                                                                 | 60    | (es)   |
| 16 novembre  | Jerzy Katlewicz            | Chef d'orchestre polonais.                                                                                            | 88    | (en)   |
| 16 novembre  | Bert Olmstead              | Joueur canadien de hockey sur glace.                                                                                  | 89    |        |
| 17 novembre  | Al Aarons                  | Trompettiste américain de jazz.                                                                                       | 90    | (en)   |
| 17 novembre  | Juan Bosch Palau           | Réalisateur et scénariste espagnol.                                                                                   | 90    | (es)   |
| 17 novembre  | Pino Concialdi             | Peintre italien. | 69    |        |
| 17 novembre  | Drago Grubelnik            | Skieur alpin slovène.                                                                                                 | 39    | (it)   |
| 18 novembre  | Abdelhamid Abaaoud         | Terroriste djihadiste belge d'origine marocaine.                                                                      | 28    |        |
| 18 novembre  | Pierre Bas                 | Homme politique français.                                                                                             | 90    |        |
| 18 novembre  | Daniel Ferro               | Chanteur, artiste lyrique et professeur de musique américain.                                                         | 94    | (it)   |
| 18 novembre  | John Gainsford             | Joueur sud-africain de rugby à XV.                                                                                    | 77    |        |
| 18 novembre  | Jonah Lomu                 | Joueur néo-zélandais de rugby à XV.                                                                                   | 40    |        |
| 18 novembre  | Harold Searles             | Psychanalyste américain.                                                                                              | 97    |        |
| 18 novembre  | André Valmy                | Acteur français. | 96    |        |
| 18 novembre  | Rudolf von Thadden         | Historien allemand.                                                                                                   | 83    | (de)   |
| 19 novembre  | Anne Caseneuve             | Navigatrice française.                                                                                                | 51    |        |
| 19 novembre  | Mal Whitfield              | Athlète de sprint et de demi-fond américain, multiple médaillé olympique (1948, 1952).                                | 91    | (en)   |
| 20 novembre  | Pierre Cortellezzi         | Organiste français.                                                                                                   | 89    |        |
| 20 novembre  | Svetlana Kitova            | Athlète de demi-fond soviétique puis russe.                                                                           | 55    | (ru)   |
| 20 novembre  | Keith Michell              | Acteur australien. | 88    | (en)   |
| 20 novembre  | Héctor Salvá               | Footballeur uruguayen.                                                                                                | 75    | (es)   |
| 20 novembre  | Nguyen Thien Dao           | Compositeur français d'origine vietnamienne.                                                                          | 74    | (vi)   |
| 20 novembre  | Risto Tiitola              | Joueur de hockey sur glace finlandais.                                                                                | 100   | (fi)   |
| 20 novembre  | Kitanoumi Toshimitsu       | Lutteur de sumo japonais.                                                                                             | 62    | (en)   |
| 21 novembre  | Jean-Paul Bertaud          | Historien français.                                                                                                   | 80    |        |
| 21 novembre  | Ameen Faheem               | Homme politique pakistanais.                                                                                          | 76    | (en)   |
| 21 novembre  | Bob Foster                 | Boxeur américain. | 76    | (en)   |
| 21 novembre  | Linda Haglund              | Sprinteuse suédoise.                                                                                                  | 59    | (sv)   |
| 21 novembre  | Anthony Read               | Écrivain et scénariste britannique.                                                                                   | 80    | (en)   |
| 21 novembre  | Zoran Ubavič               | Footballeur yougoslave puis slovène.                                                                                  | 50    | (sl)   |
| 21 novembre  | Jacques van Oortmerssen    | Chef d'orchestre, pianiste, organiste et compositeur néerlandais.                                                     | 65    | (nl)   |
| 22 novembre  | Valentin Mogilny           | Gymnaste soviétique puis français.                                                                                    | 49    | (en)   |
| 22 novembre  | Ingeborg Sjöqvist          | Plongeuse suédoise.                                                                                                   | 103   | (sv)   |
| 22 novembre  | Kim Young-sam              | Homme politique sud-coréen, président (1993-1998).                                                                    | 87    | (en)   |
| 23 novembre  | Pierre Bernard             | Graphiste français.                                                                                                   | 73    |        |
| 23 novembre  | Dan Fante                  | Écrivain américain.                                                                                                   | 71    | (it)   |
| 23 novembre  | André Helluin              | Peintre français. | 89    |        |
| 23 novembre  | Jouni Kaipainen            | Compositeur finlandais.                                                                                               | 58    | (en)   |
| 23 novembre  | Douglass North             | Économiste américain.                                                                                                 | 95    | (en)   |
| 23 novembre  | Lev Okun                   | Physicien russe. | 86    | (en)   |
| 23 novembre  | Otto J. Schaden            | Égyptologue américain.                                                                                                | 78    | (en)   |
| 24 novembre  | Pierre Gabriel             | Mathématicien français.                                                                                               | 82    |        |
| 24 novembre  | Aurora Venturini           | Romancière, nouvelliste, poétesse, traductrice et essayiste argentine.                                                | 92    | (es)   |
| 25 novembre  | O'Neil Bell                | Boxeur jamaïcain. | 40    | (en)   |
| 25 novembre  | Jean Corti                 | Accordéoniste français.                                                                                               | 86    |        |
| 25 novembre  | Elmo Williams              | Réalisateur américain et producteur de cinéma.                                                                        | 102   | (en)   |
| 26 novembre  | Francesco Carnelutti       | Acteur italien. | 79    | (it)   |
| 26 novembre  | Karashima Noboru           | Historien et écrivain japonais.                                                                                       | 82    | (en)   |
| 27 novembre  | Luca De Filippo            | Acteur et metteur en scène italien.                                                                                   | 67    | (it)   |
| 27 novembre  | Amir Gutfreund             | Écrivain et colonel de l'armée de l'air israélien.                                                                    | 52    |        |
| 27 novembre  | Barbro Hiort af Ornäs      | Actrice suédoise. | 94    | (sv)   |
| 27 novembre  | José Benedito Simão (pt)   | Prélat catholique brésilien.                                                                                          | 64    | (pt)   |
| 27 novembre  | Philippe Washer            | Joueur de tennis belge.                                                                                               | 91    | (de)   |
| 28 novembre  | Mark Behr                  | Écrivain sud-africain.                                                                                                | 52    | (en)   |
| 28 novembre  | Luc Bondy                  | Metteur en scène, acteur et réalisateur suisse.                                                                       | 67    |        |
| 28 novembre  | Gerry Byrne                | Footballeur anglais.                                                                                                  | 77    | (en)   |
| 28 novembre  | Tahir Elçi                 | Avocat turc d'origine kurde.                                                                                          | 48-49 |        |
| 28 novembre  | Federico O. Escaler (en)   | Prélat catholique philippin, S.J.                                                                                     | 93    | (en)   |
| 28 novembre  | Ivan Hlevnjak              | Footballeur yougoslave puis croate.                                                                                   | 71    |        |
| 28 novembre  | Jean Joubert               | Poète et écrivain français.                                                                                           | 87    |        |
| 28 novembre  | Maurice Strong             | Homme d'affaires et homme politique canadien.                                                                         | 86    | (en)   |
| 28 novembre  | Olene S. Walker            | Femme politique américaine.                                                                                           | 85    | (en)   |
| 29 novembre  | Jonathan Janson            | Skipper britannique, médaillé de bronze aux Jeux olympiques d'été de 1956.                                            | 85    | (en)   |
| 29 novembre  | Oʻtkir Sultonov            | Homme politique ouzbek.                                                                                               | 76    | (ru)   |
| 30 novembre  | Fatima Mernissi            | Sociologue et militante féministe marocaine.                                                                          | 75    |        |
| 30 novembre  | Shigeru Mizuki             | Mangaka japonais. | 93    | (en)   |
| 30 novembre  | Eldar Ryazanov             | Réalisateur russe. | 88    | (ru)   |